# Omacatl
 Omacatl ("due giunchi"), secondo la mitologia azteca,  era il dio dei festeggiamenti, delle celebrazioni e della felicità, una delle sembianze di Tezcatlipoca. Viene rappresentato come una figura in bianco e nero, accucciata mentre mangia. Essendo un dio venerato per lo più dalle famiglie più ricche, porta una corona, una veste decorata di fiori ed uno scettro. Durante le feste a lui dedicate, le immagini in mais di Omacatl  venivano mangiate e, si presume, venissero organizzate orge in suo onore.